# Аверроа
Аверроа (карамбола, билимби) (лат. Averrhoa) — род деревянистых растений семейства Кисличные (Oxalidaceae).
Род назван в честь западноарабского философа Аверроэса.

## Ботаническое описание
Кустарники. Листья перистые. Цветки собраны в кисть, пурпурные, чашечка пятилистная, венчик пятилепестный, завязь пятигранная. Плод яйцевидный, глубокобороздчатый, содержит семена и кислую мякоть.

## Виды
По информации базы данных The Plant List, род включает 5 видов:
- Averrhoa bilimbi L. — Билимби
- Averrhoa carambola L. — Карамбола
- Averrhoa dolichocarpa Rugayah & Sunarti
- Averrhoa leucopetala Rugayah & Sunarti
- Averrhoa microphylla Tardieu